# Teorema del rango

Il teorema di nullità più rango.

In algebra lineare, il teorema del rango, detto anche teorema di nullità più rango, o teorema della dimensione, afferma che la somma tra la dimensione dell'immagine e la dimensione del nucleo di una trasformazione lineare è uguale alla dimensione del dominio di tale trasformazione lineare; equivalentemente, la somma del rango e della nullità di una matrice è uguale al numero di colonne della matrice.

## Enunciato
Il teorema vale nel contesto delle trasformazioni lineari fra spazi vettoriali, con l'ipotesi che lo spazio vettoriale di partenza abbia dimensione finita. 
Data una applicazione lineare fra spazi vettoriali:
{\displaystyle f\colon \ V\to W}
il teorema stabilisce che vale la relazione:
{\displaystyle \dim \operatorname {Im} (f)+\dim \operatorname {Ker} (f)=n}
dove {\displaystyle {\textrm {Im}}(f)} e {\displaystyle {\textrm {Ker}}(f)} sono rispettivamente l'immagine e il nucleo di {\displaystyle f} e {\displaystyle n} è la dimensione di {\displaystyle V}.
In modo equivalente, se {\displaystyle A} è una matrice {\displaystyle m\times n} allora:
{\displaystyle \operatorname {rk} (A)+\operatorname {null} (A)=n}
Dove {\displaystyle \operatorname {rk} (A)} indica il rango di {\displaystyle A} e {\displaystyle \operatorname {null} (A)} indica la nullità di {\displaystyle A}, cioè la {\displaystyle \dim \operatorname {Ker} (A)}, o indice di nullità.
L'equivalenza degli enunciati deriva dal fatto che ogni applicazione lineare {\displaystyle f\colon \ \mathbb {K} ^{n}\to \mathbb {K} ^{m}}, con {\displaystyle \mathbb {K} } campo arbitrario, può essere scritta, passando in coordinate rispetto a due basi fissate, nel seguente modo:

{\displaystyle f(\mathbf {x} )=A\mathbf {x} ,}
dove {\displaystyle A} è la matrice di trasformazione associata ad {\displaystyle f} rispetto a due date basi dei due spazi vettoriali.
Il nucleo di {\displaystyle f} è lo spazio delle soluzioni del sistema di equazioni lineari omogeneo associato alla matrice {\displaystyle A}, mentre l'immagine è lo spazio generato dalle sue colonne {\displaystyle A^{1},\ldots ,A^{n}}.

## Dimostrazione
Poiché {\displaystyle V} ha dimensione finita, il sottospazio vettoriale {\displaystyle {\textrm {Ker}}(f)} ha anch'esso dimensione finita. Il nucleo ha quindi una base:
{\displaystyle B=(\mathbf {v} _{1},\ldots ,\mathbf {v} _{r})}
Per il teorema della base incompleta esistono {\displaystyle \mathbf {v} _{r+1},\ldots ,\mathbf {v} _{n}} tali che:
{\displaystyle B'=(\mathbf {v} _{1},\ldots ,\mathbf {v} _{r},\mathbf {v} _{r+1},\ldots ,\mathbf {v} _{n})}
sia una base di {\displaystyle V}. Per concludere è sufficiente mostrare che i vettori:
{\displaystyle f(\mathbf {v} _{r+1}),\ldots ,f(\mathbf {v} _{n})}
formano una base di {\displaystyle {\textrm {Im}}(f)}. L'immagine è generata dai vettori:
{\displaystyle f(\mathbf {v} _{1}),\ldots ,f(\mathbf {v} _{r}),f(\mathbf {v} _{r+1}),\ldots ,f(\mathbf {v} _{n})}
I primi {\displaystyle r} vettori sono però nulli (per definizione di Ker), quindi l'immagine è generata dagli ultimi {\displaystyle n-r} vettori:
{\displaystyle f(\mathbf {v} _{r+1}),\ldots ,f(\mathbf {v} _{n})}
Resta quindi da verificare l'indipendenza lineare di questi vettori. Si suppone quindi data una combinazione lineare nulla:
{\displaystyle \lambda _{r+1}f(\mathbf {v} _{r+1})+\ldots +\lambda _{n}f(\mathbf {v} _{n})=0}
Per linearità si ottiene:
{\displaystyle f(\lambda _{r+1}\mathbf {v} _{r+1}+\ldots +\lambda _{n}\mathbf {v} _{n})=0}
Quindi:
{\displaystyle \lambda _{r+1}\mathbf {v} _{r+1}+\ldots +\lambda _{n}\mathbf {v} _{n}\in \operatorname {Ker} (f)}
Poiché questo vettore sta nel nucleo, è esprimibile come combinazione lineare dei vettori {\displaystyle \mathbf {v} _{1},\ldots ,\mathbf {v} _{r}}:
{\displaystyle \lambda _{r+1}\mathbf {v} _{r+1}+\ldots +\lambda _{n}\mathbf {v} _{n}=\alpha _{1}\mathbf {v} _{1}+\ldots +\alpha _{n}\mathbf {v} _{r}}
In altre parole:
{\displaystyle -\alpha _{1}\mathbf {v} _{1}-\ldots -\alpha _{n}\mathbf {v} _{r}+\lambda _{r+1}\mathbf {v} _{r+1}+\ldots +\lambda _{n}\mathbf {v} _{n}=0}
Poiché {\displaystyle (\mathbf {v} _{1},\ldots ,\mathbf {v} _{n})} è una base di {\displaystyle V}, tutti i coefficienti qui presenti sono nulli. In particolare, {\displaystyle \lambda _{j}=0} per ogni {\displaystyle j}. 
Quindi i vettori {\displaystyle f(\mathbf {v} _{r+1}),\ldots ,f(\mathbf {v} _{n})} sono effettivamente indipendenti. L'immagine ha quindi dimensione {\displaystyle n-r}. Pertanto:
{\displaystyle \dim(\operatorname {Im} (f))=n-r=\dim(V)-\dim(\operatorname {Ker} (f))}

## Dimostrazione con il teorema di isomorfismo
Il teorema del rango può essere visto come corollario al primo teorema di isomorfismo:
{\displaystyle V/\operatorname {Ker} f\cong \operatorname {Im} f}
dove {\displaystyle f} è un omomorfismo di gruppi (in particolare, di spazi vettoriali) che agisce su {\displaystyle V}. Si ha infatti:
{\displaystyle \dim(V/\operatorname {Ker} f)=\dim(\operatorname {Im} f)}
{\displaystyle \dim(V)-\dim(\operatorname {Ker} f)=\dim(\operatorname {Im} f)}
che è l'asserto del teorema.

## Applicazioni lineari iniettive - suriettive - biunivoche
Data un'applicazione lineare {\displaystyle f\colon V\to W,} con {\displaystyle \dim(V)=n} e {\displaystyle \dim(W)=m,} essa è:
- iniettiva se e solo se {\displaystyle \dim \operatorname {Ker} (f)=0;}
- suriettiva se e solo se {\displaystyle \dim \operatorname {Im} (f)=m;}
- biiettiva se {\displaystyle m=n} e sono verificate entrambe le precedenti condizioni.

Ne segue quindi che, se {\displaystyle m=n}, l'applicazione lineare è iniettiva se e solo se è suriettiva.
Inoltre, in base alle dimensioni {\displaystyle m} e {\displaystyle n}, si ha che:
- se {\displaystyle n>m,} l'applicazione lineare non sarà mai iniettiva, poiché {\displaystyle \dim \operatorname {Ker} (f)>0;}
- se {\displaystyle n<m,} l'applicazione lineare non sarà mai suriettiva, poiché {\displaystyle \dim \operatorname {Im} (f)<m.}

## Caso di dimensione infinita
Supponiamo il caso particolare in cui l'applicazione lineare è un endomorfismo, cioè una applicazione lineare {\displaystyle f\colon V\to V} dallo spazio {\displaystyle V} in sé stesso. La relazione appena dimostrata:
{\displaystyle \dim \operatorname {Im} (f)+\dim \operatorname {Ker} (f)=n}
dice che l'iniettività e la suriettività dell'applicazione si implicano a vicenda.
Nel caso infinito questo cessa di essere vero. Ad esempio, considerando:
{\displaystyle \displaystyle \mathbb {R} ^{\infty }:=\{(x_{1},x_{2},\dots )\quad x_{i}\in \mathbb {R} \quad \forall i\in \mathbb {N} \}}
come spazio vettoriale su {\displaystyle \mathbb {R} } e l'applicazione {\displaystyle f\colon \mathbb {R} ^{\infty }\to \mathbb {R} ^{\infty }} che agisce "spostando" in avanti le coordinate e mettendo lo zero in prima posizione, cioè:
{\displaystyle \displaystyle (x_{1},x_{2},\dots )\to (0,x_{1},x_{2},\dots )}
è immediato mostrare che tale applicazione è lineare e iniettiva, ma banalmente non suriettiva.

## Riformulazioni e generalizzazioni
In linguaggio più moderno, il teorema può essere espresso nel seguente modo. Se:
{\displaystyle \displaystyle \ 0\rightarrow U\rightarrow V\rightarrow R\rightarrow 0}
è una  successione esatta corta di spazi vettoriali, allora:
{\displaystyle \displaystyle \ \dim(U)+\dim(R)=\dim(V)}
Qui {\displaystyle R} gioca il ruolo di {\displaystyle \operatorname {Im} T} e {\displaystyle U} è {\displaystyle \operatorname {ker} T}.
Nel caso finito-dimensionale questa formulazione è suscettibile di generalizzazione. Se: 
{\displaystyle \displaystyle \ 0\rightarrow V_{1}\rightarrow V_{2}\rightarrow \dots \rightarrow V_{r}\rightarrow 0}
è una successione esatta di spazi vettoriali a dimensioni finite, allora:
{\displaystyle \sum _{i=1}^{r}(-1)^{i}\dim(V_{i})=0}
Il teorema del rango per gli spazi vettoriali di dimensione finita può anche essere formulato in termini degli indici di una mappa lineare. L'indice di una mappa lineare {\displaystyle T\colon V\to W}, dove {\displaystyle V} e {\displaystyle W} sono di dimensione finita, è definito da:
{\displaystyle \operatorname {index} T=\dim(\operatorname {ker} T)-\dim(\operatorname {coker} T)}
Intuitivamente, {\displaystyle \dim \operatorname {ker} T} è il numero di soluzioni indipendenti {\displaystyle x} dell'equazione {\displaystyle Tx=0}, e {\displaystyle \dim \operatorname {coker} T} è il numero di restrizioni indipendenti che devono essere poste su {\displaystyle y} per rendere {\displaystyle Tx=y} risolvibile. Il teorema del rango per gli spazi vettoriali di dimensione finita è equivalente all'espressione:
{\displaystyle \operatorname {index} T=\dim(V)-\dim(W)}
Si vede che possiamo facilmente leggere l'indice della mappa lineare {\displaystyle T} dagli spazi coinvolti, senza la necessità di esaminare {\displaystyle T} in dettaglio. Questo effetto si trova anche in un risultato molto più profondo: il teorema dell'indice di Atiyah-Singer afferma che l'indice di determinati operatori differenziali può essere letto dalla geometria degli spazi coinvolti.